# استور (میزوری)
استور (به انگلیسی: Stover) یک منطقهٔ مسکونی در ایالات متحده آمریکا است که در شهرستان مورگان، میزوری واقع شده‌است. استور ۲٫۳۱ کیلومتر مربع مساحت و ۱٬۰۹۴ نفر جمعیت دارد.